# Nauderer Hennesiglspitze
Die Nauderer Hennesiglspitze, in Südtirol auch Matscher Winkelspitze genannt, ist ein 3045 m ü. A. hoher Gipfel in den Nauderer Bergen, einem Teil der Ötztaler Alpen. Der Gipfel liegt am Alpenhauptkamm, der an dieser Stelle die Grenze zwischen dem österreichischen Nordtirol und dem italienischen Südtirol darstellt. Gleichzeitig bildet der Gipfel den südlichen Endpunkt des kleinen nordwärts ziehenden Kamms zwischen der Pfundser Tschey und dem Radurschltal. 
Der leichteste Anstieg dieses Dreitausenders, der südseitig ins Langtauferer Tal abfällt, führt in drei Stunden vom Hohenzollernhaus zunächst durch das innere Radurschltal. Im hintersten Teil zweigt der markierte Anstiegsweg westlich in Richtung des Seekarjochs vom Weg zur Radurschlscharte ab. Unterhalb des Seekarjochs kann man einem durch Steinmännchen markierten Anstieg folgend die Nordostflanke des Bergs ersteigen, alternativ erreicht man auch über das Seekarjoch und den blockigen Nordgrat den Gipfel.
Der Berg besitzt seit 2008 ein durch Ehrenamtliche der Sektion Starnberg des DAV aufgestelltes Gipfelkreuz und ist eines der beliebtesten Ziele von Gästen des Hohenzollernhauses.